# Pietro II Orseolo
Pietro II Orseolo (Venecia, 961-1009) fue dux de la República de Venecia desde 991 a 1009.
Comenzó el período de expansión oriental de Venecia, que se prolongó durante la mayor parte de los siguientes 500 años. Aseguró la influencia veneciana en los asentamientos dálmatas romanizados de croatas y narentinos y liberó Venecia de una imposición de 50 años a estos últimos. Comenzó la expansión de Venecia conquistando Lastovo y Korčula y adquiriendo Dubrovnik.

## Biografía

### Relaciones con Bizancio
En 992 Pietro II Orseolo concluyó un tratado con el emperador bizantino Basilio II para el transporte de tropas bizantinas a cambio de privilegios comerciales en Constantinopla. Su dogaressa fue María Candiano.
A raíz de las quejas reiteradas de las ciudades-estado dálmatas en 997, la flota veneciana bajo Orseolo atacó a los piratas de Neretvia en el Día de la Ascensión de 998. Pietro tomó entonces el título de Dux Dalmatianorum (Duque de los dálmatas), asociándolo a su hijo Giovanni Orseolo.

### Política de tierra quemada
El 9 de mayo de 1000 el dogo Pietro II decidió finalmente pacificar a los croatas y los narentines durante las últimas guerras búlgaro-croatas, protegiendo las colonias comerciales venecianas y los intereses de los dálmatas romanizados. Sin dificultades, su flota de seis barcos quemó toda la mitad oriental de la costa del Adriático, con la única resistencia de los neretvianos. Después de que los neretvianos robaran bienes y capturaran cuarenta tradars de Zadar, el dux envió diez barcos que rodearon a los neretvianos cerca de la isla de Kaca. Los capturó a todos ellos y los llevó triunfalmente a Venecia. Allí, emisarios neretvianos pidieron la liberación de los prisioneros. Pietro II acordó liberarlos siempre que el mismo arconte neretviano accediera a inclinarse ante él. Por otra parte, los neretvianos también tendrían que renunciar a los impuestos que Venecia debía pagarles desde 948 y garantizar el paso seguro a los barcos venecianos en el Adriático.
Pietro II liberó a todos los presos a excepción de seis narentines, a quienes mantenía como rehenes. Los narentines continentales fueron pacificados, mientras que los ciudadanos de Korčula decidieron hacer la guerra contra Orseolo, pero finalmente fueron conquistados. Lastovo sin embargo, continuo resistiendo las incursiones venecianos. La isla era famosa por ser un refugio de piratas. En el esfuerzo por sofocar la oposición más decidida, Pietro II ordenó la evacuación de la ciudad de la isla. A pesar de la oposición continua, Pietro II finalmente arrasa Lastovo.
Al mismo tiempo que Pietro II subyugaba Lastovo, el rey de Croacia, Svetoslav Suronja, huyó a Venecia después de que sus fuerzas fueran derrotadas con apoyo búlgaro. Para reforzar su posición debilitada, el rey Esteban I de Croacia se casó con la hija de Pietro II Orseolo, Hicela Orseolo. Su hijo Petar Krešimir IV se convierte en rey en Croacia en 1059.
Pietro II Orseolo estaba casado con María Candiano, la hija de Vitale Candiano y sobrina del dogo Pietro IV Candiano. Ottone Orseolo sucedió a su padre, Pietro II, como el dux de Venecia hasta 1026, mientras que su nieto Pedro reinó como rey de Hungría. Descendientes de su hijo menor Domenico Orseolo se establecieron en Rávena y se convirtieron en el tallo de la familia Orsini.